# Doris Schade
Pour les articles homonymes, voir Schade.
Doris Schade, née le 21 mai 1924 à Bad Frankenhausen (Allemagne) et morte le 25 juin 2012 à Munich (Allemagne), est une actrice allemande.

## Filmographie (sélection)

### Au cinéma
- 1970 : Piggies : Minni
- 1981 : Les Années de plomb : la mère
- 1982 : Le Secret de Veronika Voss : Josefa
- 1983 : L'Amie (Heller Wahn) de Margarethe von Trotta : la gouvernante
- 1984 : Wenn ich mich fürchte... de Christian Rischert
- 1986 : Rosa Luxemburg de Margarethe von Trotta : Clara Zetkin
- 1993 : Die Denunziantin de Thomas Mitscherlich : la psychiatre
- 1996 : Au-delà du silence : Lilli
- 1999 : Nichts als die Wahrheit (de) de Roland Suso Richter : Hilde Rohm
- 2003 : Rosenstrasse : Lena Fischer (à l'âge de 90 ans)
- 2006 : Charlotte et sa bande (Die Wilden Hühner) de Vivian Naefe (de) : Oma Slättberg
- 2007 : Charlotte et sa bande 2 : premières amours (Die Wilden Hühner und die Liebe) de Vivian Naefe (de) : Oma Slättberg
- 2009 : Charlotte et sa bande : vers l'âge adulte (Die Wilden Hühner und das Leben) de Vivian Naefe (de) : Oma Slättberg

### À la télévision
- 1979 : Inspecteur Derrick : Martha Kerk (saison 6, épisode 2 : "Anschlag auf Bruno")
- 1982 : Inspecteur Derrick : Frau Dettmers (saison 9, épisode 7 : "Hausmusik")

## Distinctions
- Membre de	l'Académie bavaroise des beaux-arts
- Chevalière de l'ordre du Mérite de la République fédérale d'Allemagne
- 1999 : Ordre bavarois de Maximilien pour la science et l'art
- 2002 : München leuchtet (or)